# Erwin von Bary
Erwin von Bary (Monaco di Baviera, 22 febbraio 1846 – Ghat, 2 ottobre 1877) è stato un esploratore tedesco.
Sulla scia di Henri Duveyrier ed Heinrich Barth nel 1875 raggiunse il Gebel; l'anno successivo si recò a Ghat, in Libia.
Durante il suo soggiorno a Gath tentò inutilmente di raggiungere Timbuctù, ma morì dopo essere rientrato a Ghat.